# Julienne-Hippolyte d’Estrées

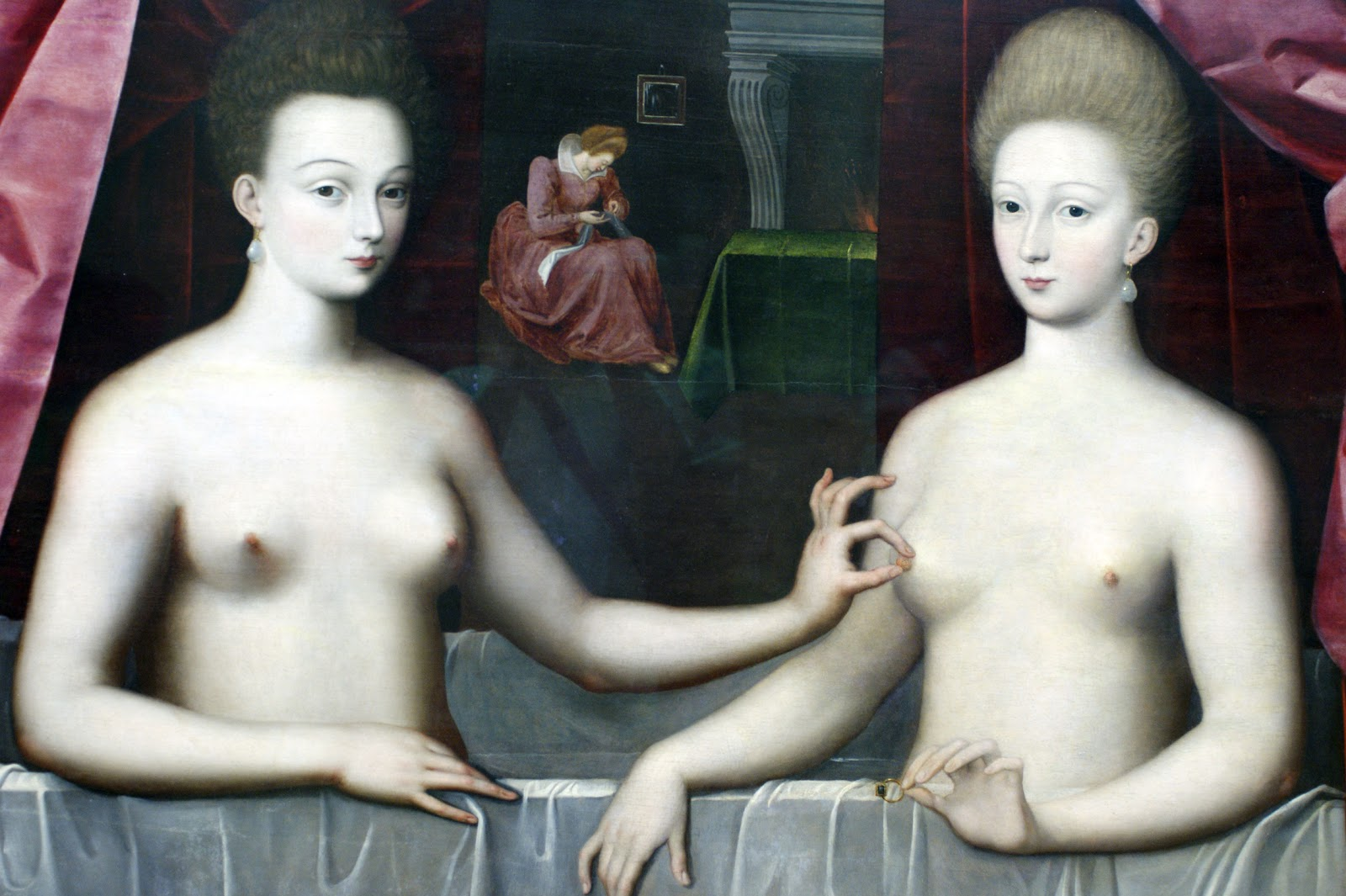
„Gabrielle d’Estrées und eine ihrer Schwestern“, anonym, um 1594, Louvre; rechts die schwangere Gabrielle und links wohl Julienne Hippolyte

Julienne-Hippolyte d’Estrées (* um 1580) war eine französische Adlige, Schwester von Gabrielle d’Estrées und durch ihre Ehe Madame de Villars und ab 1627 Duchesse de Villars.

## Leben

### Herkunft und Jugend
Sie war das jüngste Kind von Antoine IV. d’Estrées, Marquis de Cœuvres, Vicomte de Soissons, und das zweitjüngste von Françoise Babou de La Bourdaisière, sowie die Schwester von Gabrielle d’Estrées, die von 1592 bis zu ihrem Tod 1599 Mätresse des Königs Heinrich IV. von Frankreich war.
Einige Jahre nach ihrer Geburt verließ ihre Mutter ihren Ehemann, zog mit Yves d’Alègre, Marquis d’Alègre, zusammen, der seit etwa 1583 ihr Liebhaber war, und nahm Julienne-Hippolyte mit. Um 1588 wurde Françoise Babou dann Mutter von Marie-Françoise; Vater war sicher der Marquis d’Alègre, obwohl Antoine d‘Estrées das Kind anerkannte.
Am 9. Juni 1592 wurden ihre Mutter und Alègre in Issoire, wo der Marquis seit 1589 Gouverneur war, bei einem Aufstand ermordet, Julienne und Marie-Françoise wurden aufgrund ihrer Jugend verschont.
Gut vier Jahre später heiratete Julienne-Hippolyte per Ehevertrag vom 7. Januar 1597 in Anwesenheit des Königs Georges de Brancas de Villars, 1627 Duc de Villars, Baron d'Oise, Gouverneur du Hâvre-de-Grâce, Sohn von Ennemond de Brancas, Baron d’Oise et de Villars, und Catherine de Joyeuse. Der König schenkte dem Brautpaar 30.000 Écu, Gabrielle d’Estrées gab 10.000 Écu dazu.

### Verschwendung
Gédéon Tallemant des Réaux zeichnet in seinen Historiettes ein Porträt des Herzogs und der Herzogin von Villars als Verschwender, die es schafften, ihr gesamtes Vermögen zu verschleudern: "Er und seine Frau haben 800.000 Écu Bargeld und 60.000 Livre Grundpacht verbraucht, von denen nur 17 übrig blieben, die belastet sind. Er hatte Grundbesitz mit 25.000 Livre Rente gehabt, [dazu] das Geld, das er von Kardinal Richelieu für Le Hâvre de Grace erhalten hatte, die Stellvertretung des Königs in der Normandie und das alte Palais in Rouen. Aufgrund des Handels hatte er ein Brevet als Herzog, wurde aber nur beim Parlement der Provence empfangen, wo er mehr Anerkennung als anderswo fand, weil er aus diesem Land stammte."

### Betrug
"Madame de Villars war die größte Betrügerin der Welt. Als es notwendig war, Le Havre zu verlassen, um nicht die ganze Stadt zu aufschreien zu lassen, weil sie Gott und der Welt gehörte, ließ sie veröffentlichen, dass alle ihre Gläubiger an einem gewissen Tages kommen sollten, um mit ihr zu sprechen. Sie sprach mit allen einzeln, gestand ihnen, dass sie kein Geld habe, aber an zwei oder drei Orten, die sie ihnen nannte, Cidre-Lager im Wert von zehntausend oder zwölftausend Écu, die sie ihnen für zwei Drittel ihrer Schulden gebe und ein Versprechen für den Rest, das zu einem bestimmten Zeitpunkt zu zahlen sei. Sie sagte dies zu jedem von ihnen und beteuerte, dass sie die anderen nicht auf diese Weise behandele und dass er sich hüten solle, sich nicht damit zu rühmen. Die armen Leute, die glücklichsten der Welt, nahmen jeweils als Zahlung den Auftrag an die Bauern entgegen, dem einen Äpfel für so viel und dem anderen für so viel zu geben; aber als sie dort waren, fanden sie insgesamt nur fünfhundert Pfund Äpfel."

### Intrige
Mit Unterstützung der Königin Maria de’ Medici, die der Arroganz von Henriette d’Entragues, der Geliebten ihres Mannes müde war (Heinrich IV. hatte Henriette ein schriftliches Eheversprechen gegeben), gelang es Julienne-Hippolyte, vom Prince de Joinville, einem ehemaligen Geliebten Henriettes, jene Briefe zu bekommen, die ihm Henriette geschrieben hatte, vor allem diejenigen, in denen sie sich über den König und die Königin mokierte. Sobald Julienne-Hippolyte diese Briefe in ihren Händen waren, ließ sie sie Maria de’ Medici sehen, die sich vor Freude kaum halten konnte. Die Königin brauchte nicht lange, um Julienne-Hippolyte dazu zu bringen, die besagten Briefe dem König zu zeigen. Das Treffen dazu fand in einer Kirche statt, die Intrige trug Früchte, aber nicht auf Dauer.
Henriette, die über das Komplott auf dem Laufenden war, versuchte, die Situation zu ihren Gunsten zu wenden. Ein Sekretär wurde engagiert, um alle Arten von Schreiben angeblicher Geliebter Julienne-Hippolytes zu fälschen. Danach war der König davon überzeugt, dieser Sekretär auch die Briefe Henriettes an Joinville gefälscht hatte, um die Wünsche seiner Herrin zu befriedigen. Henriette gelang es zudem, den König von ihrer Unschuld zu überzeugen und sie versöhnten sich. Henriette d‘Entragues gewann ihren Einfluss auf den König zurück – und Julienne-Hippolyte wurde gebeten, sich nach Le Havre zurückzuziehen.

### Stalking
Wie ihre Schwestern ist auch Julienne-Hippolyte d’Estrées für ihre galanten Abenteuer bekannt: „Davor lebten Gatte und Gattin normalerweise in Le Havre. Dort tat sie (es ist wahr, dass es nicht zu ihrer Ausbildung gehörte) den dreistesten Schlag, den keine Frau jemals in der Liebe getan hat. Ein Kapuziner namens Pater Henri de La Grange-Palaiseau aus dem Hause Harville, Onkel von Céleste, von der wir an anderer Stelle sprechen werden, der vielleicht zum Mönch wurde, weil er aus Mangel an Vermögen nicht in der Lage war, gemäß seiner Stellung zu leben, wurde vom Provinzial in das Kloster geschickt, das sie in Le Hâvre haben. Er war einer der schönsten Männer Frankreichs und von bester Erscheinung, ein Mann mit Verstand, in dessen Leben es nichts zu verbessern gab. Er predigte im Advent in Le Hâvre. Von der ersten Predigt an verliebte sich Madame de Villars leidenschaftlich in ihn, und um ihn in Versuchung zu führen, passte sie sich jeden Tag an, so gut sie konnte. Sie ging zu ihm in dem extravaganten Kleid, das sie in Le Hâvre trug. Es war eine Art Wams mit einer Kniehose und einem kleinen Mullrock darüber, in der Art, dass man dadurch alles sehen konnte. Bedenken Sie, dass sie zu diesem Wams keine Kopfbedeckung trug, es war ihr egal.
Sie trug immer einen Hut mit Federn. Sie war so gut sie konnte angezogen und stand immer der Kanzel gegenüber, ohne Maske, und ihr Hals war sehr entblößt, denn das war das Schönste, was sie hatte. Zu den Gesichtszügen – sie waren nicht fabelhaft: sie hatte kleine Augen und einen großen Mund. aber ihre Figur, ihr Haar und ihr Teint waren unvergleichlich. Zu dieser Zeit war sie noch sehr jung. All dies hat unseren Kapuziner nicht berührt. Was macht sie? Sie schickt nach Rom, damit Pater HenrI de La Grange die Erlaubnis erhält, ihr die Beichte abzunehmen; sie trägt vor, dass sie von seinen Predigten berührt worden sei, dass sie, da sie bisher zu weltlich gewesen war, glaube, dass Gott auf diese Weise für ihre Bekehrung sorgen wolle. Gleichzeitig schweigt sie, [anstatt] überall zu sagen, dass die Predigten dieses guten Paters sie veranlassen würden, ihr Leben zu ändern. In Rom holte sie leicht die Erlaubnis ein, die sie beantragte, und nachdem sie es ihm mitgeteilt hatte, bat sie ihn, ihre Beichte in einer Kapelle bei ihr zuhause anzuhören. Die anderen Kapuziner, die dachten, es würde Wasser auf ihre Mühle bringen, schickten ihn sofort dorthin. Aber die Dame, anstatt ihre alten Sünden zu bekennen, da sie gesagt hatte, sie wolle ein Generalbeichte ablegen, wollte ihn dazu überreden, mit ihr neue zu begehen. Der gute Pater machte Kreuzzeichen und tadelt sie heftig. Sie verliert nicht den Mut, sie tut alles, um ihn zu erregen, und zeigt ihm vielleicht, was sie während der Predigt nicht zeigen konnte. All das führte zu nichts: Er lässt sie halb verrückt zurück.
Um aus der Situation herauszukommen, bittet er die Vorgesetzten um Erlaubnis, sich zurückzuziehen. Sie bemerkt es und lasst die Tore bewachen; er findet jedoch ein Mittel zur Flucht. Sie weiß das, besteigt heimlich ein Pferd und reitet hinterher. Sie fängt ihn in einem Wald ab, steigt ab und drängt ihn zurückzukehren; er macht sich von ihr los, nimmt sein Pferd und flieht nach Paris. Die im Stich gelassene Liebende gibt vor, um eine Ausrede zu haben, ebenfalls nach Paris zu gehen und ihrem Geliebten zu folgen, krank zu sein und Blut zu erbrechen. Sie erbrach es in der Tat, aber es war nicht das ihre, all das wurde durch einen Kunstgriff erzeugt. Sie wird auf einer Trage nach Paris gebracht, um dort behandelt zu werden. Es ging das Gerücht, dass sie sterben werde. Sie schrieb vergeblich an Pater de la Grange, und als sie merkte, dass es keine Hoffnung gab, wurde sie von selbst wieder gesund. Aber zuvor entdeckte, dass er in Rouen war; er, der wusste, dass diese Verrückte auch dort war, las seine Messe als erster und hielt sich [dann] versteckt. Eines Tages ging sie so früh dorthin, dass sie ihn traf; sie war als Bürgerin verkleidet. Er stieß einen lauten Schrei aus, als er sie erblickte, hörte aber nicht auf, seine Messe zu lesen; er erkannte sie, als er zum Altar ging. Er reiste am selben Tag ab.“

## Familie
Julienne-Hippolyte d'Estrées und Georges de Brancas bekamen fünf Kinder:
- Marie de Brancas, ⚭ 13. Juli 1613 Henri de Castellane, Marquis d’Ampus, † 1656
- Louis François de Brancas, 2. Duc de Villars-Brancas, Pair de France, † 1679, Maréchal de Camp à Lugny 1650; ⚭ (1) 26. September 1649, Madeleine Claire de Lenoncourt, Fille d’honneur de la Reine Anne d’Autriche, Tochter von Antoine de Lenoncourt, seigneur de Marolles, und Marie d’Angennes (Haus Lenoncourt); ⚭ (2) 22. April 1662, Marie Madeleine Girard, † 1674, Tochter von Louis de Girard de Ville-Taneuse und Marie Royer de Breuil; ⚭ (3) 10. September 1678, Louise Catherine Angélique de Fautereau de Mesnières, † 1701 in Paris
- Madeleine Hipolite de Brancas, Gründerin und erste Oberin des Ursulinenkloster in Narbonne
- Charles de Brancas, * 1618, † 8. Januar 1681, 63 Jahre alt, dit le comte de Brancas, Marquis de Maubec et d’Apilly, 1661 Chevalier d’Honneur der Königin Anna von Österreich; ⚭ 1649 Suzanne de Garnier († 1685), Witwe von François de Brézé, Seigneur d’Ysigni (Normandie), Tochter von Mathieu Garnier und Louise Bazin.
- Françoise de Brancas, † jung, ledig

Georges de Brancas, 1627 Duc de Villars, 1652 Pair de France, starb 1657 im Alter von 89 Jahren im Château de Maubec im Comtat Venaissin.

### Weblink
- Etienne Pattou, Famille d’Estrées (2018, online, abgerufen am 18. Juli 2019)